# Aleksandr Bieklemiszew
Aleksandr Pietrowicz Bieklemiszew (ros. Александр Петрович Беклемишев; ur. 1824, zm. 1877) – działacz państwowy Imperium Rosyjskiego, wicegubernator kurlandzki i gubernator mohylewski.

## Życiorys

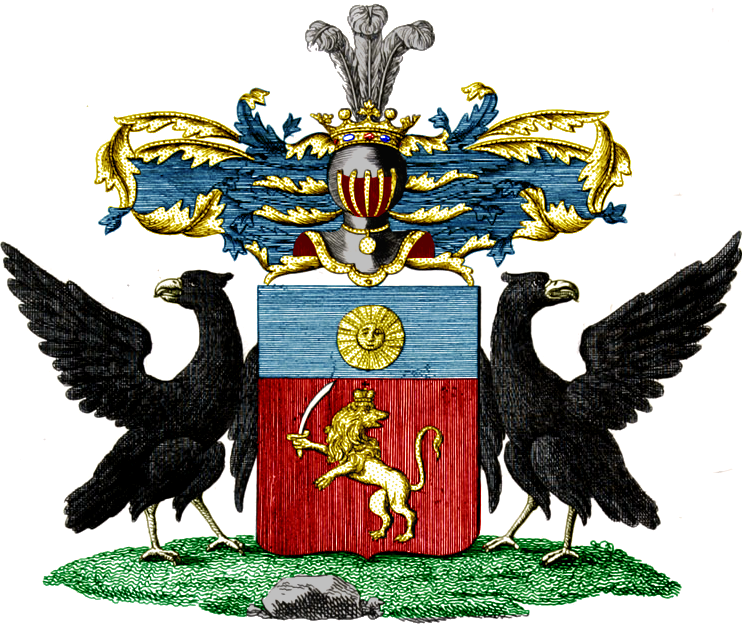
Herb rodu Bieklemiszewów.

Aleksandr Pietrowicz Bieklemiszew urodził się w 1824 roku. Edukację odebrał w Carskim Siole w Liceum Aleksandrowskim. Rozpoczął karierę w Ministerstwie Spraw Wewnętrznych.
Członek koła Pietraszewskiego, za co też został aresztowany 23 maja 1849 roku. Na wolność wyszedł 28 września 1849 roku, pozostał jednak pod dyskretną obserwacją policji.
Pełnił szereg funkcji w guberniach estońskiej i inflanckiej. Od 20 lipca 1852 roku wicegubernator kurlandzki w randze radcy stanu (V cywilna w tabeli rang), na tym stanowisku zastąpił Georga von Maydella. Sprawowanie tej funkcji zakończył 26 listopada 1857 roku (na jego miejsce nominowano Juliusa von Cube), ze względu na przejęcie cztery dni wcześniej obowiązków gubernatora mohylewskiego (wakat po Nikołaju Aleksandrowiczu Skałonie). Oficjalnie gubernatorstwo objął 31 grudnia 1857 roku, otrzymując jednocześnie awans na rzeczywistego radcę stanu (IV cywilna). Aktywny w rozbudowie Mohylewa. Inicjator i nadzorca budowy Cerkwi Podwyższenia Krzyża Świętego (od 1866 roku). Patronował otwarciu Muzeum Mohylewa w 1867 roku. Z urzędu zdjęty 17 maja 1868 roku, zastąpił go Pawieł Nikanorowicz Szełgunow.
Zmarł w 1877 roku, pochowany w Kniażycach.